# Салерано-суль-Ламбро
Салерано-суль-Ламбро (італ. Salerano sul Lambro) — муніципалітет в Італії, у регіоні Ломбардія,  провінція Лоді.
Салерано-суль-Ламбро розташоване на відстані близько 460 км на північний захід від Рима, 26 км на південний схід від Мілана, 10 км на захід від Лоді.
Населення — 2663 особи (2014).
Покровитель — Madonna della Candelora.

## Демографія
Населення за роками:

Станом на 1 січня 2023 року в муніципалітеті офіційно проживало 207 іноземців з 33 країн, серед них 76 громадян країн Євросоюзу та 10 громадян України.

## Сусідні муніципалітети
- Борго-Сан-Джованні
- Казалетто-Лодіджано
- Казелле-Лурані
- Кастірага-Відардо
- Лоді-Веккіо
- Сан-Ценоне-аль-Ламбро